# David Berg
Se Dave Berg för andra personer med samma namn.
David Brandt Berg, även känd som Moses David, född 18 februari 1919 i Oakland, Kalifornien, död 1 oktober 1994 i Costa da Caparica, distriktet Setúbal, Portugal, var en amerikansk grundare och ledare av en religiös rörelse som uppstod i början av 1970-talet under namnet Guds barn, men som nu kallar sig Familjen.
Berg var yngsta barnet till Hjalmer Emmanuel Berg från Kalmar och Virginia Lee Brandt, en känd pastor i pingströrelsen i Kalifornien. David Berg startade en egen kristen grupp i San Francisco på 1960-talet, mitt under den pågående hippierörelsen och Flower Power. Evangelisationsmetoden var flirty fishing: kvinnliga sektmedlemmar skickades ut på gatan för att förföra nya anhängare eller för att med sex få in pengar till rörelsen. Berg var besatt av sex, och små flickor våldtogs av honom.

## Fotnoter
1. 1 2  Mary D'Ambrosio (21 oktober 2005). ”Review: Fear, sex are driving forces within Children of God cult”. San Francisco Chronicle. Arkiverad från originalet den 6 juli 2008. https://web.archive.org/web/20080706063705/http://www.rickross.com/reference/family/family68.html.